# بيتر لوكاس (مجدف)
بيتر لوكاس (بالإنجليزية: Peter Lucas)‏ هو مجدف نيوزيلندي، ولد في 8 يونيو 1933 في Waitara, New Zealand ‏ في نيوزيلندا، وتوفي في 19 يوليو 2001.

## وصلات خارجية
- بيتر لوكاس على موقع الاتحاد الدولي للتجديف (الإنجليزية)
- بيتر لوكاس على موقع أوليمبيديا (الإنجليزية)
- بيتر لوكاس على موقع اللجنة الأولمبية النيوزيلندية (الإنجليزية)